# Пирсон (Флорида)
Пирсон (англ. Pierson) — небольшой город (таун), расположенный в округе Волуша (штат Флорида, США) с населением в 2596 человек по статистическим данным переписи 2000 года.

## География
По данным Бюро переписи населения США город Пирсон имеет общую площадь в 22,53 квадратных километров, из которых 20,98 кв. километров занимает земля и 1,55 кв. километров — вода. Площадь водных ресурсов округа составляет 6,88 % от всей его площади.
Город Пирсон расположен на высоте 23 м над уровнем моря.

## Демография
По данным переписи населения 2000 года в Пирсонe проживало 2596 человек, 378 семей, насчитывалось 484 домашних хозяйств и 514 жилых домов. Средняя плотность населения составляла около 115,22 человек на один квадратный километр. Расовый состав населённого пункта распределился следующим образом: 81,93 % белых, 4,93 % — чёрных или афроамериканцев, 0,27 % — коренных американцев, 0,08 % — азиатов, 1,31 % — представителей смешанных рас, 11,48 % — других народностей. Испаноговорящие составили 62,44 % от всех жителей.
Из 484 домашних хозяйств в 43,2 % воспитывали детей в возрасте до 18 лет, 61,2 % представляли собой совместно проживающие супружеские пары, в 10,5 % семей женщины проживали без мужей, 21,9 % не имели семей. 18,0 % от общего числа семей на момент переписи жили самостоятельно, при этом 9,5 % составили одинокие пожилые люди в возрасте 65 лет и старше. Средний размер домашнего хозяйства составил 3,35 человек, а средний размер семьи — 3,71 человек.
Население города по возрастному диапазону по данным переписи 2000 года распределилось следующим образом: 21,7 % — жители младше 18 лет, 18,7 % — между 18 и 24 годами, 38,4 % — от 25 до 44 лет, 14,2 % — от 45 до 64 лет и 6,9 % — в возрасте 65 лет и старше. Средний возраст жителей составил 28 лет. На каждые 100 женщин в Пирсонe приходилось 142,6 мужчин, при этом на каждые сто женщин 18 лет и старше приходилось 149,9 мужчин также старше 18 лет.
Средний доход на одно домашнее хозяйство составил 26 773 доллара США, а средний доход на одну семью — 27 461 доллар. При этом мужчины имели средний доход в 30 247 долларов США в год против 14 605 долларов среднегодового дохода у женщин. Доход на душу населения составил 26 773 доллара в год. 22,8 % от всего числа семей в населённом пункте и 33,6 % от всей численности населения находилось на момент переписи населения за чертой бедности, при этом 39,9 % из них были моложе 18 лет и 21,8 % — в возрасте 65 лет и старше.